# Klenová (Slowakei)
Klenová (ungarisch Kelen – bis 1902 und 1939–1945 Klenova) ist eine Gemeinde in der Ostslowakei.
Der Ort wurde 1548 zum ersten Mal schriftlich als Klenau erwähnt und liegt im Mittellauf des Flusstales der Ublianka.
Von 1939 bis 1945 war der Ort von Ungarn annektiert.

## Bevölkerung
| Jahr                | 1994 | 2004    | 2014    | 2024    |
| ------------------- | ---- | ------- | ------- | ------- |
| Anzahl der Personen | 515  | 533     | 530     | 496     |
| Unterschied         |      | +3,49 % | −0,56 % | −6,41 % |

| Jahr                | 2023 | 2024    |
| ------------------- | ---- | ------- |
| Anzahl der Personen | 499  | 496     |
| Unterschied         |      | −0,60 % |